# 욘 곤살레스
욘 곤살레스(Yon González, 1986년 5월 20일 ~ )는 스페인의 배우이다.

## 출연 작품
- 킬링 타임 (2015)
- 페르디엔도 엘 노르테 (2015)
- 그랜드 호텔 시즌2 (2012)
- 트랜스그레션 (2011)
- 하녀의 방 (2009)
- 섹스, 파티 그리고 거짓말 (2009)